# (5968) Trauger
(5968) Trauger (1991 FC) – planetoida z pasa głównego asteroid okrążająca Słońce w ciągu 2,64 lat w średniej odległości 1,91 j.a. Odkryta 17 marca 1991 roku.